# Anna Wesołowska (farmakolog)
Anna Małgorzata Wesołowska – polska farmakolog, profesor nauk farmaceutycznych, docent Katedry Chemii Farmaceutycznej Wydziału Farmaceutycznego z Oddziałem Analityki Medycznej Collegium Medicum Uniwersytetu Jagiellońskiego.

## Życiorys
W 1986 r. ukończyła studia farmacji klinicznej w Akademii Medycznej im. Mikołaja Kopernika w Krakowie, w 1992 r. obroniła pracę doktorską pt. Wpływ enancjomerów oksaprotyliny na ośrodkowy układ serotoninowy, której promotorem był prof. Jerzy Maj, w 2009 r. habilitowała się na podstawie pracy zatytułowanej Efekty funkcjonalne selektywnych antagonistów receptorów 5-HT6 i 5-HT7 w aspekcie ich potencjalnych właściwości przeciwdepresyjnych i przeciwlękowych. W 2014 r. uzyskała tytuł profesora nauk farmaceutycznych.
Jest profesorem i kierownikiem w Zakładzie Farmacji Klinicznej na Wydziale Farmaceutycznym  Collegium Medicum Uniwersytetu Jagiellońskiego.
Została przewodniczącym Rady Dyscypliny Naukowej – Nauk Farmaceutycznych Uniwersytetu Jagiellońskiego.